# Bracikivka, Kobeleakî
Bracikivka (în ucraineană Брачківка) este un sat în comuna Svitlohirske din raionul Kobeleakî, regiunea Poltava, Ucraina.

## Demografie
Componența lingvistică a localității Bracikivka
     Ucraineană (95,61%)
     Rusă (4,39%)
Conform recensământului din 2001, majoritatea populației localității Bracikivka era vorbitoare de ucraineană (95,61%), existând în minoritate și vorbitori de rusă (4,39%).